# Équipe d'Uruguay de beach soccer
L'équipe d'Uruguay de beach soccer est une sélection qui réunit les meilleurs joueurs uruguayens de la discipline.
La Celeste est le deuxième pays à avoir le plus participer à la Coupe du monde avec 15 participations sur 17 possibles. Elle détient aussi le record du nombre de défaite en finale sans jamais avoir réussi à monter sur le plus haute marche.

## Palmarès

### Titres
- Coupe du monde
  - Finaliste en 1996, 1997 et  2006
  - 3e en 1998, 1999, 2002 et 2007

- BSWW Mundialito
  - 3e en 1999

- Coupe latine (1)
  - Vainqueur en 2011
  - Finaliste en 2005
  - 3e en 2001, 2002, 2004
  - 4e en 2000, 2006, 2009, 2010

- Copa das Nações
  - 4e en décembre 2013

- Championnat CONMEBOL
  - Finaliste en 2005, 2006, 2007  et 2009
  - 3e en 2008

### Bilan en coupe du monde
| 1995 | 1996 | 1997 | 1998 | 1999 | 2000 | 2001 | 2002 | 2003 | 2004   | 2005   | 2006 | 2007 | 2008   | 2009 | 2011 | 2013 | 2015 | 2017 | 2019   | 2021   | · Titre(s) | · Podium | Part. (sur 21) |
| ---- | ---- | ---- | ---- | ---- | ---- | ---- | ---- | ---- | ------ | ------ | ---- | ---- | ------ | ---- | ---- | ---- | ---- | ---- | ------ | ------ | ---------- | -------- | -------------- |
| T1   | 2e   | 2e   | 3e   | 3e   | T1   | T1   | 3e   | T1   | Quarts | Quarts | 2e   | 3e   | Quarts | 4e   | -    | -    | -    | -    | Quarts | Quarts | -          | 7        | 17             |

## Effectif 2011

### Joueur
Effectif retenu pour la Copa Latina 2011
| N° | Nat. | Poste | Nom du joueur          |
| -- | ---- | ----- | ---------------------- |
| 1  |      | G     | Diego Montserrat       |
| 2  |      | D     | Fabricio Vallarino     |
| 3  |      | A     | Ricardo Martínez       |
| 4  |      | D     | Javier Ortiz           |
| 5  |      | D     | Sarandí Sobral Pampero |
| 6  |      | A     | Guillermo Rodríguez    |

| No. | Nat. | Position | Nom du joueur            |
| --- | ---- | -------- | ------------------------ |
| 7   |      | D        | German Parrillo          |
| 8   |      | D        | Sebastián Olivera        |
| 9   |      | A        | Eduardo Fabián Canaveris |
| 10  |      | A        | Matías Isaías Cabrera    |
| 11  |      | A        | Marcelo Capurro          |
| 12  |      | G        | Gustavo Sebe             |

### Encadrement
- Sélectionneur : Fernando Rosa
- Assistant technique : Pablo Sanguinetti
- Chef de la délégation : Kevork Kouyoumdjian